# Gilberto Martínez Solares
Gilberto Agustín Martínez Solares (México, D. F.; 19 de enero de 1906 - ib., 18 de enero de 1997) fue un fotógrafo, guionista, director y productor de películas mexicano.

## Trayectoria
Tuvo estudios fotográficos en la Ciudad de México, uno en Hollywood y otro en París. En 1934 debutó como fotógrafo de películas en Adiós Nicanor y en 1938 hizo su debut como director con El señor alcalde. Dirigió más de 140 películas.
Hizo muchas películas con muchos actores y cómicos como Germán Valdés "Tin Tan", Adalberto Martínez "Resortes", Antonio Espino "Clavillazo", Marco Antonio Campos "Viruta", Gaspar Henaine "Capulina", Joaquín Pardavé, María Elena Velasco "La India María", entre otros.
El "Festival de los tres continentes" en Nantes, Francia, entrega un premio que lleva su nombre (Premio de Gilberto Martínez Solares).
Falleció el 18 de enero de 1997, un día antes de que hubiera cumplido 91 años de edad.